# Phil Lesh

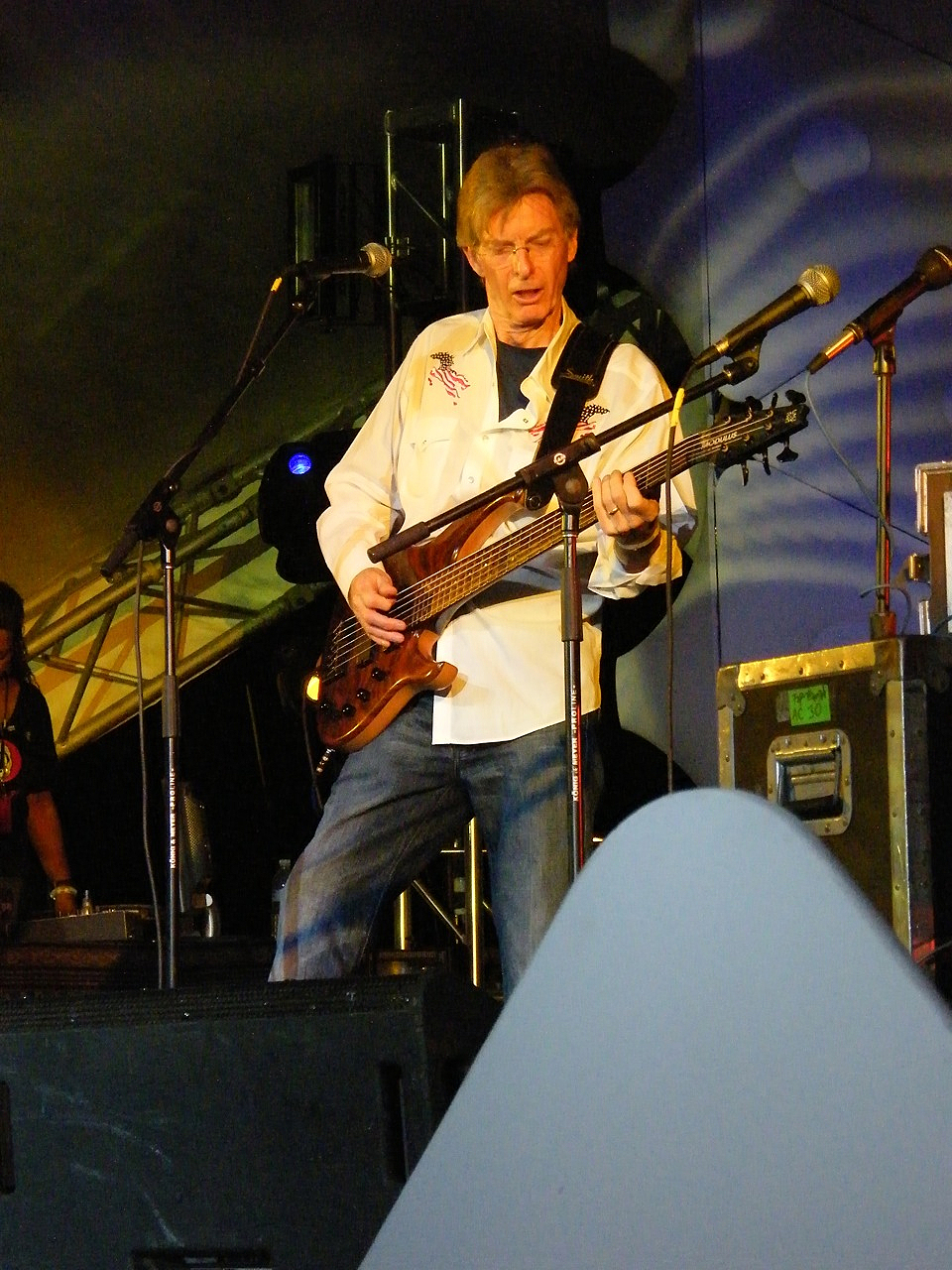
Phil Lesh, 2008

Phillip Chapman „Phil“ Lesh (* 15. März 1940 in Berkeley, Kalifornien; † 25. Oktober 2024) war ein US-amerikanischer Musiker, der vor allem als Bassist der Rockband Grateful Dead bekannt wurde.

## Biografie

### Jugend
Phil Lesh begann mit 14 Jahren, Trompete zu spielen. Ein Studium an der University of California, Berkeley brach er mitten im ersten Semester ab. Er schrieb sich in der Klasse des Komponisten Luciano Berio am Mills College ein, wo er mit Tom Constanten, der später ebenfalls für kurze Zeit Grateful Dead angehörte, Avantgarde- und elektronische Musik studierte. Einer seiner Klassenkameraden war Steve Reich. Hier hatte er endlich die Möglichkeit, eigene Stücke zu komponieren. Als er eines Tages Jerry García Banjo spielen hörte, bat er ihn, in der Radiosendung zu spielen, für die er als Toningenieur tätig war. Er und Garcia wurden schnell Freunde.

### 1965–1995
1965 waren Lesh, Garcia und Bob Weir Gäste einer Party in Palo Alto. In Garcias Auto rauchten sie Gras (Marihuana), und Lesh erwähnte, dass er daran interessiert sei, ein elektrisches Instrument zu lernen, vielleicht E-Bass. Lesh besuchte den nächsten Auftritt der Warlocks und wurde eingeladen, mit der Band Bass zu spielen. Die Band änderte ihren Namen bald in Grateful Dead, und Phil Lesh blieb bis zum Ende Mitglied der Gruppe.
Sein Einfluss auf die Gruppe bestand weniger in Songwriting und Gesang als vielmehr in seiner einzigartigen Weise, Bass zu spielen. Im Gegensatz zu vielen „traditionellen“ Rockbassisten verstand er sich nicht als Teil der Rhythmusgruppe, sondern spielte sein Instrument mehr wie ein Melodieinstrument. Als seinen größten Einfluss nennt er Johann Sebastian Bach.
Außer bei Grateful Dead arbeitete Phil Lesh stark an David Crosbys Solodebüt If I Could Only Remember My Name (1971) mit. 1975 beendete er zusammen mit Ned Lagin das Stück Seastones. Es wurde als Kybernetische Bio-Musik beschrieben, und die beiden benutzten dazu eine große Anlage mit Computern und technischen Geräten, um impressionistische Klangmuster zu erzeugen. Jerry Garcia, Grace Slick und David Crosby unterstützten sie bei dem Projekt. Bereits 1974 hatten Lesh und Lagin ähnliche Musik in den Pausen der Grateful-Dead-Konzerte aufgeführt.
Abgesehen von diesen seltenen Soloaktivitäten konzentrierte sich Phil Lesh hauptsächlich auf die Arbeit mit Grateful Dead.

### Ab 1995
Nach dem Ende der Gruppe gab es mit den ehemaligen Mitgliedern Bob Weir und Mickey Hart eine Wiedervereinigung unter dem Namen The Other Ones (nach einem bekannten Grateful-Dead-Stück). Mittlerweile haben sich The Other Ones in The Dead umbenannt und sind weiterhin regelmäßig auf Tour.
Im Dezember 1998 unterzog sich Phil Lesh einer Lebertransplantation. Bereits 1999 war er mit den im Jahr zuvor gegründeten Phil Lesh & Friends wieder auf Tour und veröffentlichte im Herbst sein erstes Soloalbum, einen Live-Mitschnitt. Es folgten weitere Touren mit Phil Lesh & Friends, unter anderem auch eine mit Bob Dylan. Das Line-Up der Band ändert sich regelmäßig und war nur von 2000 bis 2003 gleich. In dieser Zeit erschien das erste Studioalbum There And Back Again (2002). Das Album enthielt einige neue Kompositionen von Phil Lesh zusammen mit Robert Hunter, der schon die Texte für Jerry Garcia geschrieben hatte. Außerdem sind auch Stücke der Bandmitglieder sowie ein alter Grateful-Dead-Klassiker zu hören.
Wie bei allen Grateful-Dead-Konzerten war es den Fans auch bei Phil Lesh & Friends erlaubt, die Konzerte mit Mikrofonen mitzuschneiden und die Aufnahmen nichtkommerziell zu tauschen. Phil Lesh erlaubte seinen Fans sogar, eigene Mitschnitte im Internet zum Download zur Verfügung zu stellen. Die Qualität der Aufnahmen erreichte fast CD-Qualität, zumal er sie in verlustfreier Komprimierung (im Gegensatz zu mp3 oder ogg) bereitstellte.

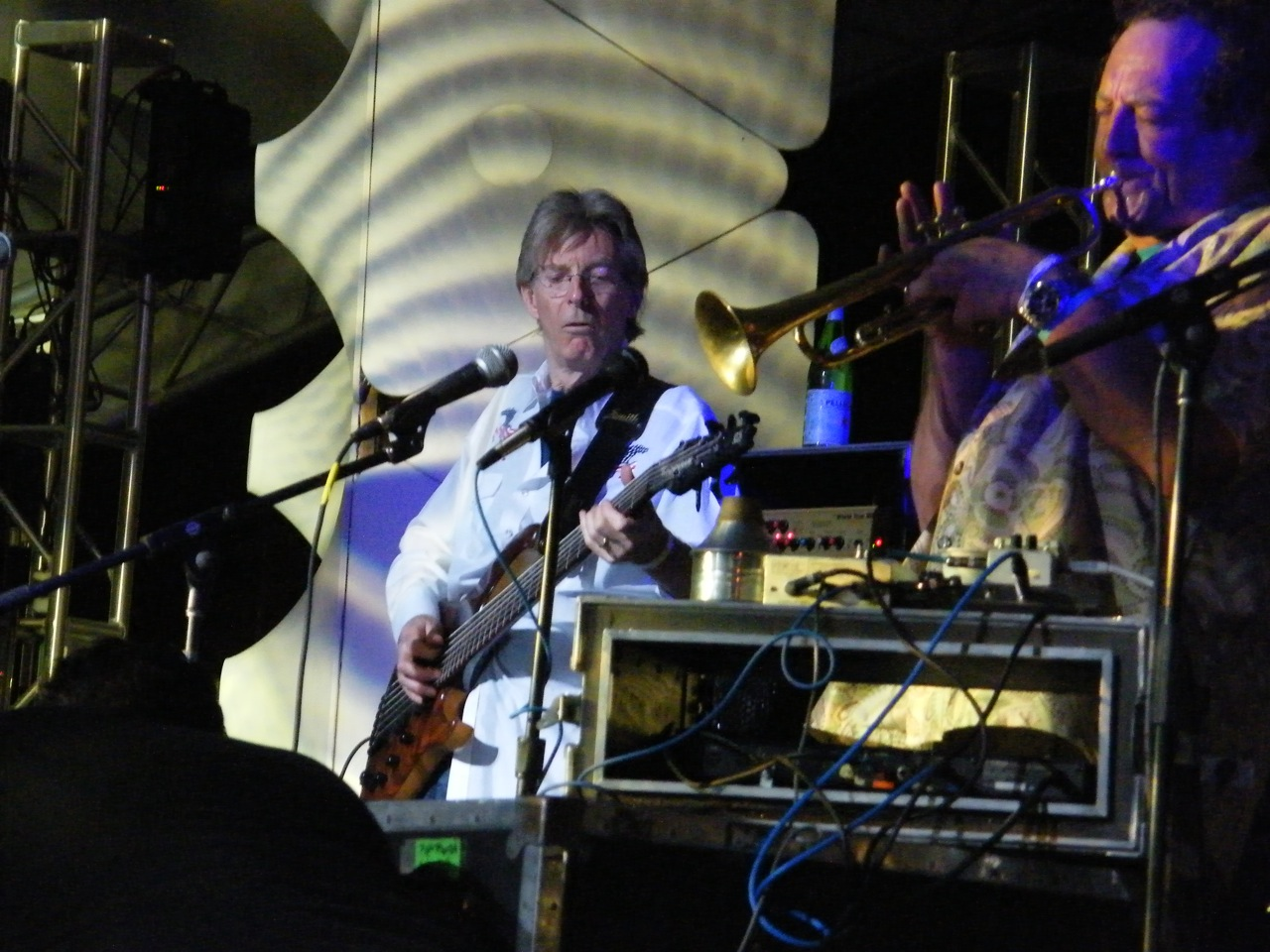
Phil Lesh, 2008

Im April 2005 veröffentlichte Phil Lesh das Buch Searching for the Sound: My Life with the Grateful Dead, das bisher noch nicht auf Deutsch erschienen ist.

### Krankheit und Tod
Als 1986 sein erster Sohn geboren wurde, schloss Lesh eine Lebensversicherung ab. Bei der dazugehörigen ärztlichen Untersuchung wurde festgestellt, dass er an der Leberkrankheit Hepatitis C litt. Er vermutete, dass er sich Mitte der 1960er angesteckt und sein starker Alkoholkonsum die Krankheit verstärkt hatte. 1990 stellte Lesh den Alkoholkonsum vollständig ein und wurde Vegetarier. 1995 starb sein Schwiegervater an Leberkrebs, der durch Hepatitis C ausgelöst worden war. Im Lauf der Jahre verschlechterte sich auch Leshs Zustand, 1998 wurde eine Transplantation nötig. Im September hatte er einen Zusammenbruch und musste ins Krankenhaus. Seiner Frau Jill wurde mehrmals gesagt, dass er die Nacht wahrscheinlich nicht überstehen würde. Im Dezember ließ er sich operieren. Die Operation verlief gut, und bereits zwölf Stunden später konnte er das Bett für einen kurzen Spaziergang verlassen. Da Phil Lesh nur wegen einer Spenderleber und Bluttransplantationen überlebte, warb er seit seiner Operation bei jedem Konzert und auch bei anderen Gelegenheiten für Blut- und Organspenden.
Am 26. Oktober 2006 erreichte eine Nachricht von Lesh persönlich die Öffentlichkeit. Er sei an Prostatakrebs erkrankt, durch seine Vorgeschichte aber sei er unter ständiger ärztlicher Kontrolle, so dass der Krebs früh erkannt werden konnte. Im Dezember 2006 wurde er operiert. Im Oktober 2015 teilte Lesh mit, dass er an Blasenkrebs erkrankt sei, aber nach einer Behandlung mit einer vollständigen Genesung rechne.
Phil Lesh starb am 25. Oktober 2024 im Alter von 84 Jahren.

## Instrumente
Phil Lesh begann mit einem Gibson-EB0-Bass, von dem er dann zu einem Fender Jazz Bass wechselte. 1968 und 1969 spielte er einen Guild-Starfire-Bass, der auch auf dem Album Live/Dead zu hören ist. Das nächste Instrument war ein stark modifizierter Gibson EB3. Dieser Bass wurde ihm entwendet, und er spielte wieder den Starfire, der mittlerweile neue Tonabnehmer und andere Veränderungen hatte. Dieser Bass kann auf Europe ’72 gehört werden. 1973 bekam Phil Lesh seinen ersten Alembic-4-Saiten-Bass, einen Alembic Series I. Danach spielte er einen Bass von Doug Irwin, der auch Gitarren für Jerry Garcia gebaut hatte, und ab und zu einen alten Fender Jazz. In den frühen 1980ern bekam er dann seinen ersten Modulus-6-Saiten-Bass. Mit solchen Bässen spielte Phil Lesh bis zuletzt.

## Amps
Phil Lesh nutzte in den 1960ern Amps verschiedener Hersteller, bevor er sich schließlich auf Fender Dual Showman Amps festlegte, die er von Owsley Bear und „Alembic“ modifizieren ließ.
Ungefähr ab der Hälfte des Jahres 1972 fing Phil an, jene Amps in Verbindung mit Röhrenamps der Marke McIntosh „3500“ zu verwenden. Diese Amps leisteten je 350 Watt und waren mit acht 6L6GC-Röhren bestückt.
Kurz danach wurde er von Alembic dazu überredet, F2B Preamps des Herstellers Alembic anstelle der Fender zu verwenden. Er tauschte außerdem die McIntosh-Röhrenamps gegen Solid-state-Stereo-2300-Modelle, die leichter und zuverlässiger waren und ihren Teil zur legendären „Wall of Sound“ Grateful Deads beitrugen. Der Amp wurde an zwei Hard-Truckers-Boxen angestöpselt. Er spielte mit diesem Setup bis in die späten 1970er, wobei er zwischenzeitlich zu Gauss-Speakern (15" in einem Hard-Truckers-Cabinet, 12" in dem andern) wechselte, welche die JBL-Speaker ersetzten, die seit den späten 1960ern präsent waren.
Letztendlich wechselte Lesh zu Vorverstärkern der Marke „Groove Tubes“ und verwendete Crest Amps mit Mayer-Speakern und Prozessoren.
In seiner Solophase verwendete er – soweit bekannt – ein kabelloses Setup mit Eden-Vorverstärkern und Meyer-Ampstacks Custom (eigens für ihn spezifiziert).

## Diskografie
- 1999: Love Will See You Through
- 2002: There and Back Again
- 2005: Searching for the Sound: My Life in the Grateful Dead (Phil Lesh liest aus seiner Biographie.)
- 2006: Live at the Warfield Theater (DVD/CD Live-Aufnahmen von Phil Lesh & Friends vom 18. und 19. Mai 2006)